# Закаменный, Олег Николаевич
Олег Николаевич Закаменный (1 [14] ноября 1914, Кисловодск, Кавказская губерния — 11 октября 1968, Рига) — советский архитектор, лауреат Ленинской премии (1970). Кандидат архитектуры (1954), доцент (1967).

## Биография
Олег Закаменный 1 (14) ноября 1914 года в Кисловодске. В 1939 году окончил архитектурно-строительный факультет Азербайджанского индустриального института.
В 1940—1945 годах служил в Советской Армии, в инженерных войсках. Принимал участие в Великой Отечественной войне.
В 1946—1949 годах работал в архитектурных мастерских Москвы, Риги, Ворошиловграда. В 1952 году окончил аспирантуру Академии архитектуры СССР. В 1954 году получил учёную степень кандидата архитектуры, защитив диссертацию по теме «Кинотеатры центра города и центра жилого района».
В 1954—1957 годах преподавал на строительном факультете Латвийского университета (старший преподаватель). В 1957—1965 годах работал главным архитектором проектов в проектном институте «Латгипрогорстрой». С 1959 года и до конца жизни преподавал в Рижском политехническом институте (доцент с 1967 года).
Умер в Риге 11 октября 1968 года.

## Основные работы
- Мавзолей Низами (1939)[2]

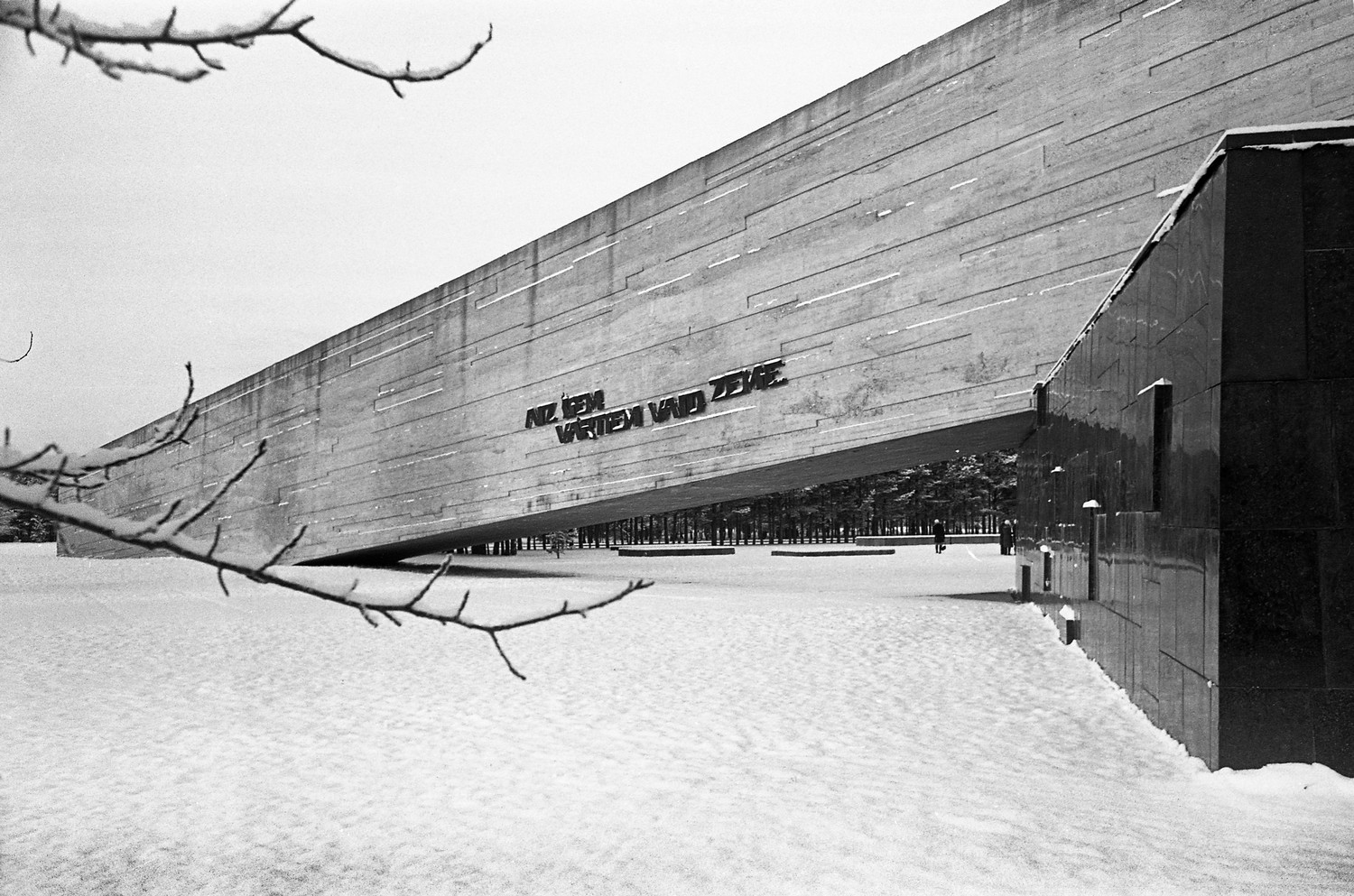
Саласпиллский мемориал

- Памятник павшим героям Великой Отечественной войны (1949)[2]
- Медицинское училище в Риге (1961—1963)[2][1]
- Комплекс средней специальной музыкальной школы имени Эмиля Дарзиня в Риге[4]
- Памятник борцам Революции 1905 года на кладбище Матиса в Риге (1956—1959, с соавторами: Государственная премия Латвийской ССР, 1960)[1]
- Саласпилсский мемориальный ансамбль жертвам нацизма (1964—1967, с соавторами: Ленинская премия, 1970)[1]

## Награды
- Ленинская премия (1970) — за участие в создании Мемориального ансамбля памяти жертв фашистского террора в Саласпилсе (посмертно)[2]
- Государственная премия Латвийской ССР (1960) — за памятник борцам Революции 1905 года на кладбище Матиса в Риге[2]
- Орден Отечественной войны I степени (1944)[3]
- Орден Отечественной войны II степени (1943)[3]
- Орден Красной Звезды (1945)[3]
- Медаль «За оборону Кавказа» (1944)[3]
- Медаль «За взятие Вены» (1945)[3]

## Сочинения
- Современная архитектура в Латвийской ССР. 1954—1964. Рига, 1966 (с соавторами).